# Lijst van vrouwelijke schaakgrootmeesters

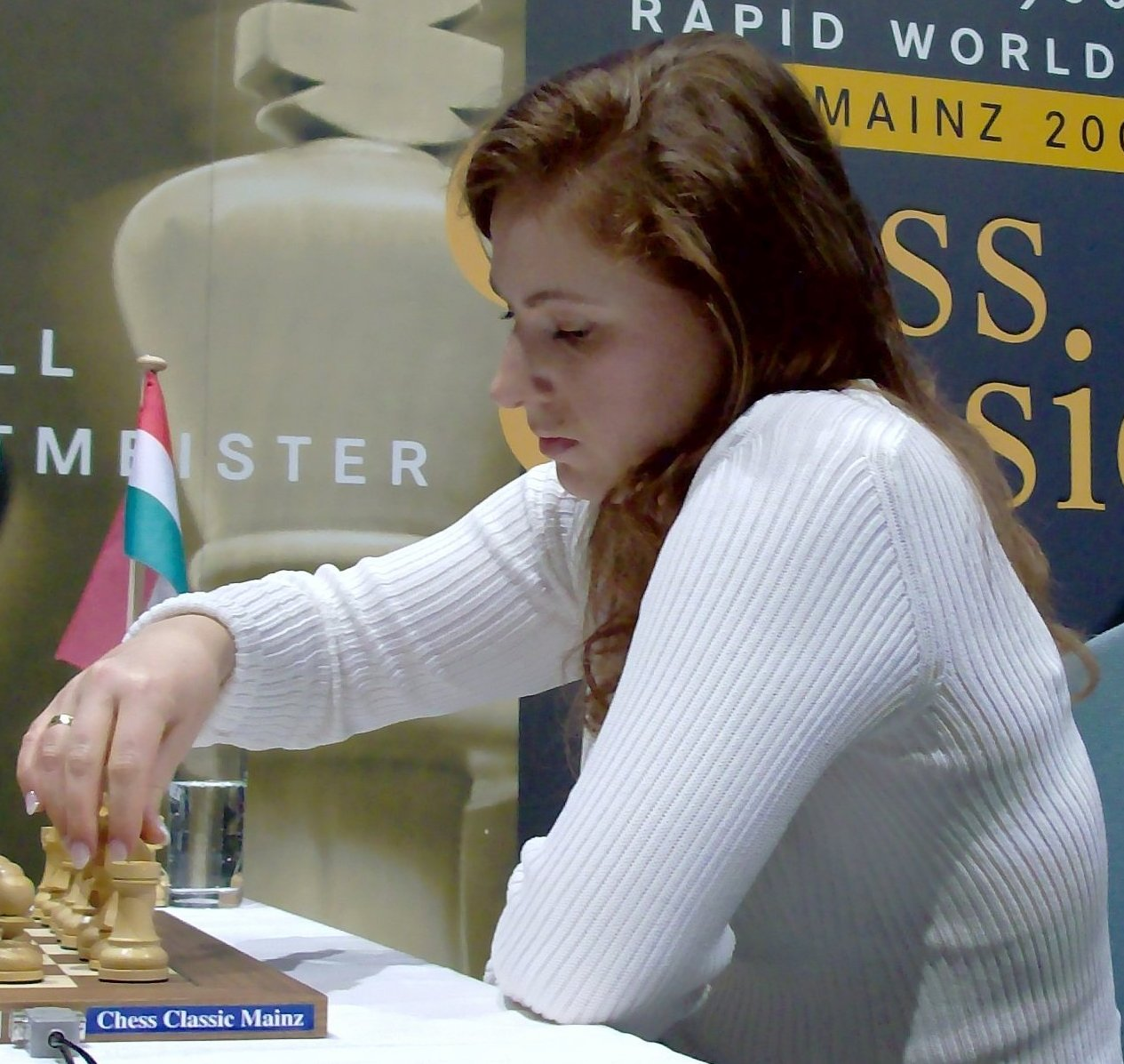
Judit Polgár, de hoogst genoteerde vrouwelijke schaker in de geschiedenis, behaalde ooit als jongste persoon de titel schaakgrootmeester.

Er zijn 44 vrouwelijke schakers die de titel van Grootmeester (GM) dragen, de hoogste titel die wordt toegekend door de Internationale Schaakfederatie (FIDE). De grootmeestertitel werd officieel ingevoerd door FIDE in 1950. Om deze titel te behalen, moeten spelers volgens de huidige regels doorgaans een FIDE-rating van minimaal 2500 behalen en drie grootmeesterresultaten (zogeheten normen) leveren met een toernooiprestatierating van ten minste 2600.
Er zijn echter meerdere uitzonderingen op deze regels. Zo kan de GM-titel in sommige gevallen automatisch worden toegekend, bijvoorbeeld aan de 16 finalisten van de FIDE Wereldbeker en aan de winnaar van de FIDE Wereldbeker voor vrouwen. De Indiase schaker Divya Deshmukh verkreeg bijvoorbeeld direct de grootmeestertitel na het winnen van de FIDE wereldbeker voor vrouwen in 2025. De grootmeestertitel is, net zoals alle andere FIDE-titels, een levenslange onderscheiding: na het behalen van de GM-titel hoeven spelers niet een bepaald prestatieniveau in stand te houden of actief te blijven om de titel te behouden. In uitzonderlijke gevallen kan de titel wel worden ingetrokken wegens valsspelen.
Nona Gaprindasjvili, een schaker afkomstig uit de toenmalige Sovjetrepubliek Georgië, was in 1978 de eerste vrouw die de grootmeestertitel behaalde. Ze ontving de titel op grond van meerdere factoren: haar gedeelde eerste plaats tijdens het Lone Pine-schaaktoernooi in 1977 waar ze als eerste vrouw een GM-norm behaalde, haar algemeen hoge speelniveau, en haar zestien opeenvolgende jaren als wereldkampioen bij de vrouwen. In 1991 werd Susan Polgár de eerste vrouw die de GM-titel behaalde door te voldoen aan alle reguliere prestatienormen. Later in datzelfde jaar werd haar jongere zus Judit Polgár op 15-jarige leeftijd de destijds jongste grootmeester in de geschiedenis. Daarmee verbrak ze het vorige record van Bobby Fischer.
In het jaar 2000 waren er wereldwijd 6 vrouwelijke grootmeesters, wat neerkwam op minder dan 1 procent van het toenmalige totaal van 686. Na de eeuwwisseling was er een sterke toename in het aantal vrouwen dat de grootmeestertitel behaalde. In deze periode nam ook het aantal vrouwentoernooien toe, zoals het Europees kampioenschap schaken voor vrouwen, dat in 2000 van start ging, en de FIDE Grand Prix voor vrouwen, die in 2009 werd opgericht. Steeds meer vrouwen spelen wereldwijd schaak, en het totale aantal vrouwelijke beoefenaars is in de jaren 2020 hoger dan ooit tevoren. In het huidige schaakklimaat is de grootmeestertitel echter geen gegarandeerde afspiegeling meer van de absolute wereldtop. Zo is Hou Yifan sinds het jaar 2000 de enige professionele schaker die zich heeft gevoegd bij Judit Polgár en Maia Tsjiboerdanidze als vrouwelijke grootmeesters die ooit tot de top 100 wereldranglijst behoorden.
In 2025 zijn alle vrouwelijke grootmeesters nog steeds in leven. Het overgrote deel van de spelers die hun GM-titel in 2000 behaalden, is nog steeds actief. De meeste vrouwelijke grootmeesters vertegenwoordigen China en Georgië, en in totaal zijn er acht federaties met meer dan één vrouwelijke grootmeester. Vrijwel alle vrouwelijke grootmeesters komen uit Europa of Azië, met uitzondering van Irina Krush, die als enige uit de Verenigde Staten komt. Het record van Judit Polgár als jongste vrouwelijke grootmeester werd in 2002 verbroken door Koneru Humpy, en in 2008 opnieuw door Hou Yifan, die de titel behaalde op 14-jarige leeftijd. Naast de spelers met de algemene grootmeestertitel, zijn er meer dan 450 vrouwen die de aparte FIDE-titel Vrouwelijke Grootmeester (WGM) hebben, waarvoor andere toelatingseisen gelden.

## Achtergrond

### Geschiedenis van de grootmeestertitel
De Internationale Schaakfederatie (FIDE) werd in 1924 opgericht in Parijs als bestuursorgaan voor competitieve schaaksport. Destijds werd de term "grootmeester" al informeel gebruikt om zeer vaardige schakers aan te duiden. In 1950 stelde FIDE de titel grootmeester officieel in. Dat jaar kende de organisatie de titel toe aan 27 nog levende schakers die destijds door FIDE als de beste ter wereld werden beschouwd, zonder dat er al gestandaardiseerde richtlijnen bestonden voor de toekenning. Geen van de 27 schakers was een vrouw. De Tsjechisch-Britse schaker Vera Menchik werd destijds dan ook niet in overweging genomen voor de onderscheiding. Menchik was de eerste vrouw die op hoog niveau deelnam aan competitieve schaakwedstrijden met mannen en was de eerste winnaar van het Wereldkampioenschap schaken voor vrouwen. In 1944 kwam ze om het leven bij een Nazi-bombardement op Londen tijdens de Tweede Wereldoorlog. Omdat FIDE op dat moment alleen levende schakers in aanmerking nam voor de toekenning, viel Menchik buiten de selectie.
In 1957 stelde FIDE formele criteria op voor de toekenning van de grootmeestertitel die als voorlopers gelden voor het huidige normensysteem. De vereisten voor de GM-titel waren gebaseerd op de individuele prestaties van een speler in internationale toernooien. Deze toernooien moesten voldoen aan minimumeisen wat betreft het aantal deelnemers, het aandeel titelhouders en internationale spelers. Daarnaast werd de titel automatisch toegekend aan de winnaar van het Wereldkampioenschap schaken.
In 1970 voerde FIDE het Elo-ratingsysteem in. Ook hield FIDE bij de toekenning van GM-normen voortaan rekening met de gemiddelde rating van de toernooideelnemers. Gedurende deze periode moesten grootmeesters een minimale FIDE-rating hebben van 2450. In 1993 nam FIDE de regel aan dat de winnaar van het Wereldkampioenschap schaken voor vrouwen direct de GM-titel toegekend kreeg. In 2024 is dit gewijzigd; sindsdien krijgt de winnaar van de FIDE Wereldbeker voor vrouwen - het kwalificatietoernooi voor het WK vrouwen kandidatentoernooi - automatisch de GM-titel toegekend. Moderne GM-normen vereisen daarnaast een minimum FIDE-rating van 2500 en een prestatierating van 2600, waarbij er gekeken wordt naar het gemiddelde ratingniveau van de tegenstanders van een speler in plaats van dat van alle deelnemers aan het toernooi.

### 20eeeuw – eerste vrouwelijke grootmeesters

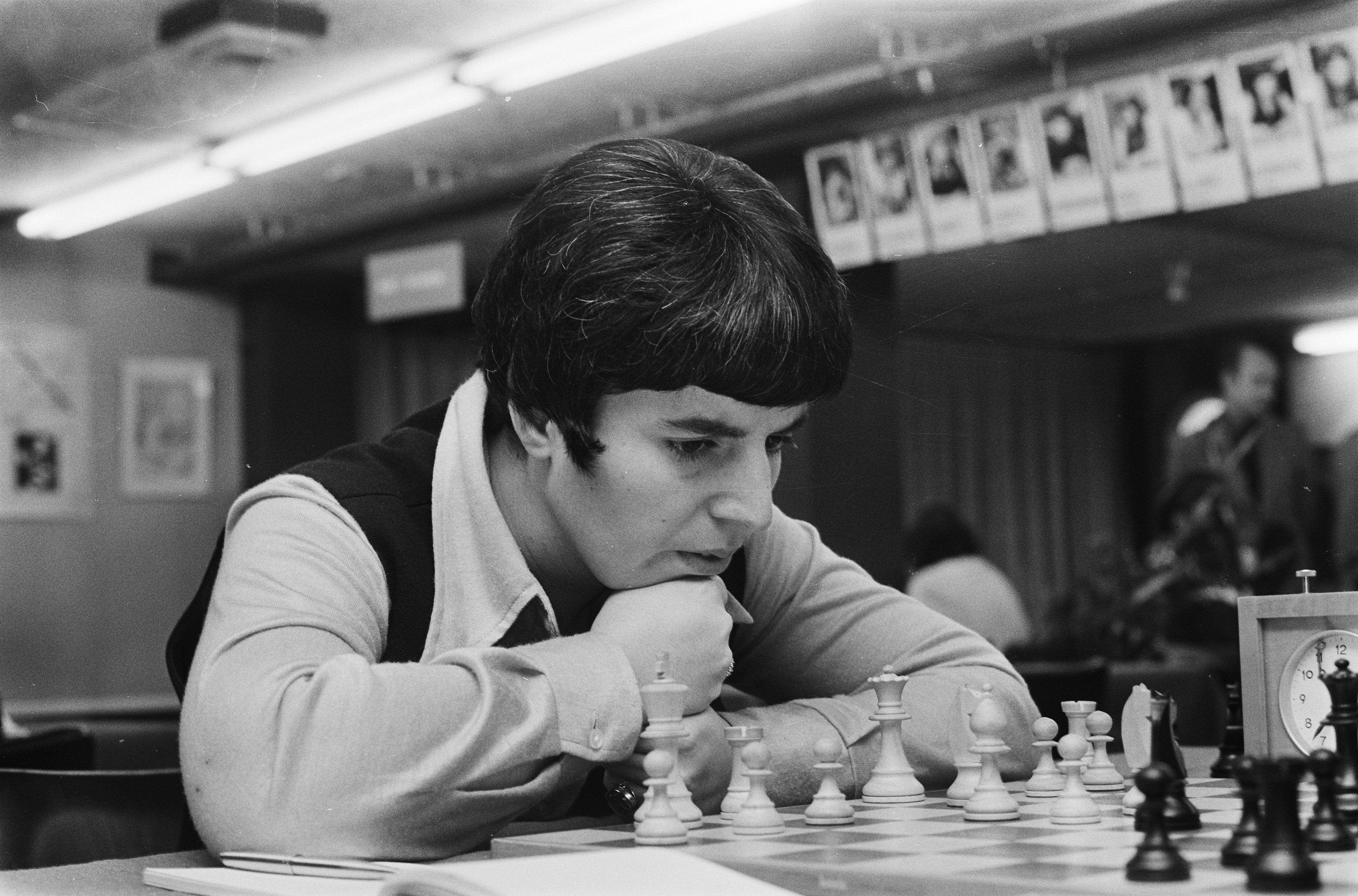
Nona Gaprindasjvili is de eerste vrouw in de geschiedenis die de grootmeestertitel behaalde.

Vanaf de jaren zestig was Nona Gaprindasjvili de eerste vrouw sinds Vera Menchik die op hoog niveau concurreerde met mannelijke schakers. Tijdens het Lone Pine International-toernooi van 1977, na ongeveer vijftien jaar als wereldkampioen bij de vrouwen, werd zij de eerste vrouw die een grootmeesternorm behaalde. Gaprindasjvili behaalde er een toernooiprestatierating van 2647 - de hoogste van alle deelnemers - en scoorde 6½ uit 9. Daarmee bereikte ze de gedeelde eerste plaats, samen met Joeri Balasjov, Óscar Panno en Dragutin Sahović.
Het daaropvolgende jaar besloot FIDE haar op basis van die norm en haar eerdere prestaties rechtstreeks de grootmeestertitel toe te kennen. Daarmee werd afgeweken van de gebruikelijke vereiste om drie normen te behalen voor het verkrijgen van de titel. Dit was destijds niet ongebruikelijk: zo had FIDE in 1976 de GM-titel toegekend aan Rosendo Balinas Jr., terwijl ook hij niet aan de normeneisen voldeed.
Op 17-jarige leeftijd versloeg de Georgische schaker Maia Tsjiboerdanidze in 1978 Gaprindasjvili tijdens het wereldkampioenschap voor vrouwen en volgde zij haar landgenoot op als de nieuwe wereldkampioen. Tsjiboerdanidze werd in 1984 de tweede vrouw die de grootmeestertitel behaalde. Ze was de eerste vrouw die een plek bemachtigde in de top 100 van de schaakwereldranglijst, met een hoogste notering op plaats 45 met een rating van 2560 in januari 1988.

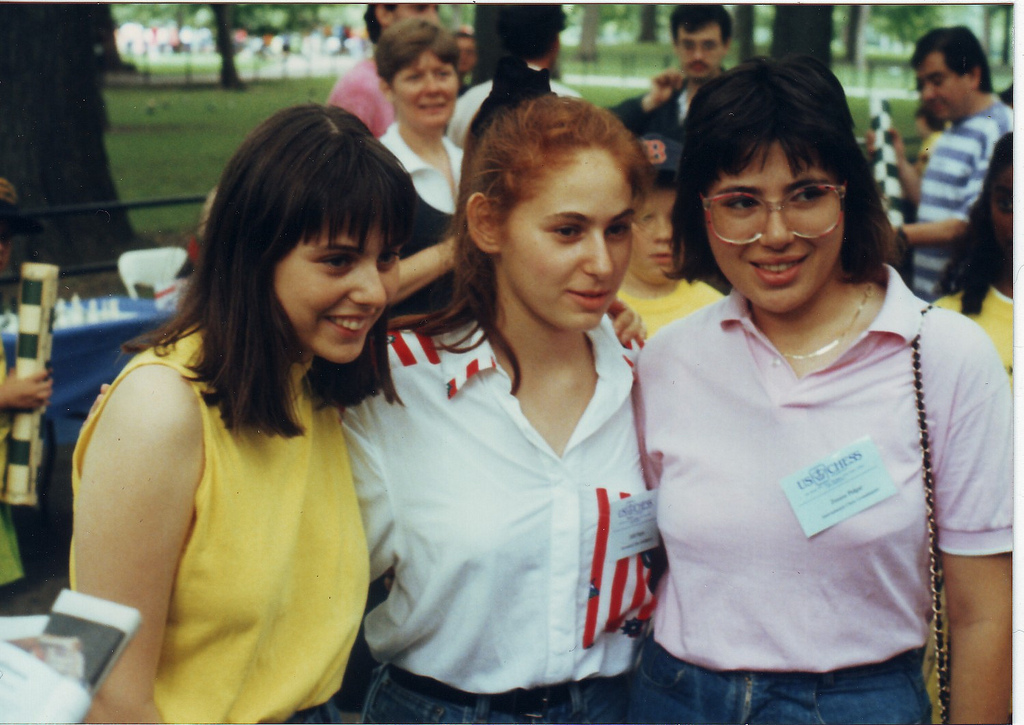
De Polgár-zussen behaalden hun eerste GM-normen vóór hun twintigste. Susan (rechts) en Judit (midden) werden allebei grootmeester.

Na de doorbraak van de eerste twee vrouwelijke grootmeesters uit Georgië, destijds nog onderdeel van de Sovjet-Unie, markeerden de successen van de drie Hongaarse Polgár-zussen een verschuiving in de internationale top van vrouwelijke schakers. Op 15-jarige leeftijd had Susan Polgár in 1984 samen met Pia Cramling de hoogste rating van alle vrouwelijke schakers ter wereld. In 1988 leidde Susan samen met haar jongere zussen Sofia en Judit Polgár Hongarije naar de gouden medaille op de Schaakolympiade voor vrouwen. Tussen 1988 en 1989 behaalden alle drie als tieners hun eerste grootmeesternormen in open toernooien in respectievelijk Royan, Rome en Amsterdam. Met name Sofia’s prestatie in Rome trok internationaal veel aandacht vanwege haar uitzonderlijk hoge prestatierating van rond de 2900 - ver boven de vereiste norm.
In 1991 behaalden zowel Susan als Judit de grootmeestertitel. Susan werd daarmee de derde vrouwelijke grootmeester in de geschiedenis, en de eerste die de titel verwierf door het behalen van een volledige reeks normen en te voldoen aan de ratingeis. Judit behaalde haar laatste norm door het winnen van het open Hongaars kampioenschap en werd daarmee de vierde vrouwelijke grootmeester. Op de leeftijd van 15 jaar, 4 maanden en 28 dagen werd Judit bovendien de jongste grootmeester in de geschiedenis. Hiermee verbrak ze het record van Bobby Fischer, die in 1958 de GM-titel behaalde toen hij 15 jaar, 6 maanden en 1 dag was. Dit record hield ze ruim twee jaar vast. Judit wordt algemeen beschouwd als de beste vrouwelijke schaker in de geschiedenis. In 1989 stond Judit op 12-jarige leeftijd op plaats 55 van de top 100 wereldranglijst. Vanaf dat moment stond ze onafgebroken in de top 100 tot en met augustus 2015, nadat ze het jaar ervoor met pensioen was gegaan van het competitieve schaken. In 2004 bereikte ze voor het eerst de 8e plaats, en in 2005 behaalde ze op die plaats haar hoogste rating van 2735. Daarmee bereikte ze de status van "supergrootmeester"; een informele benaming voor schakers met een FIDE-rating boven de 2700.
Twee schakers behaalden respectievelijk als vijfde en zesde vrouw de grootmeestertitel, voorafgaand aan het jaar 2000: de Zweedse Pia Cramling in 1992 en de Chinese Xie Jun in 1993. Xie Jun was de eerste Aziatische vrouw die de grootmeester titel bemachtigde.

### 21eeeuw – groei en toename in vrouwelijke grootmeesters
Na een periode van ongeveer acht jaar zonder nieuwe vrouwelijke grootmeesters, verbrak de Chinese Zhu Chen deze stilstand toen ze in 2001 de titel veroverde. Dit markeerde het begin van de aanzienlijke toename in het aantal vrouwelijke grootmeesters; in de daaropvolgende twee decennia behaalde bijna elk jaar ten minste één vrouw de GM-titel. Zo verkreeg de Bulgaarse Antoaneta Stefanova in 2001 haar derde grootmeesternorm en ontving zij in juli 2002 officieel de GM-titel. De Indiase Humpy Koneru behaalde haar derde norm in mei 2002 en werd in september van datzelfde jaar eveneens tot grootmeester benoemd. Hiermee verbrak ze Judit Polgárs record als jongste vrouwelijke grootmeester, op de leeftijd van 15 jaar, 1 maand en 27 dagen. Ook was Koneru de tweede vrouw in de geschiedenis die een FIDE-rating boven de 2600 behaalde, met een hoogste rating van 2623. Tijdens het 2004 Europees kampioenschap schaken voor vrouwen in Dresden speelden Aleksandra Kostenjoek en Zhaoqin Peng een tiebreak snelschaakpartij voor de titel, die uiteindelijk werd gewonnen door Kostenjoek. Beide spelers behaalden tijdens dit toernooi hun laatste GM-norm die vereist was voor de toekenning van de grootmeestertitel. Daarmee werden zij de tiende en elfde vrouw aan wie deze titel werd toegekend. Peng emigreerde in 1995 vanuit China naar Nederland en werd de eerste Nederlandse vrouwelijke schaakgrootmeester.

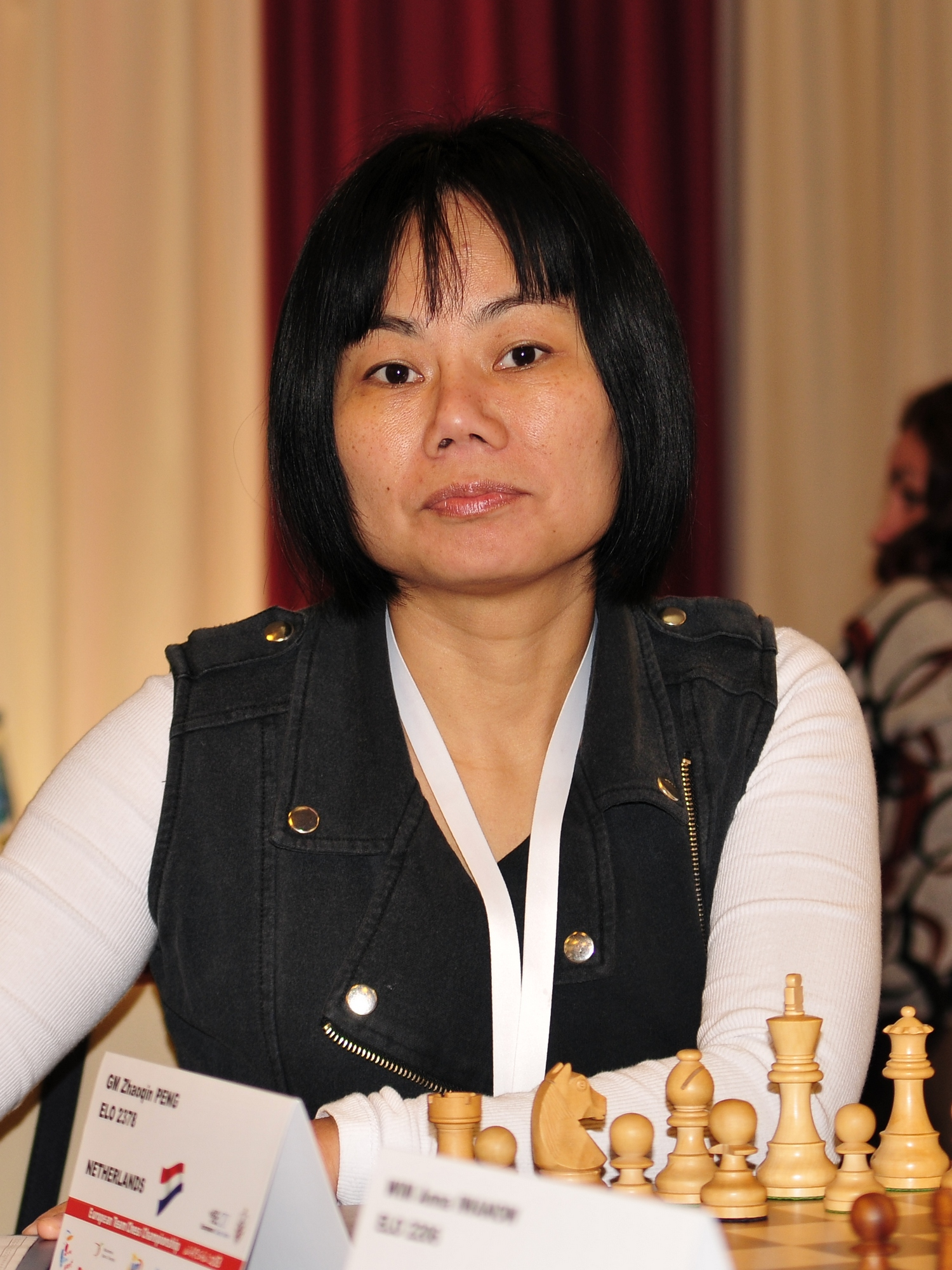
Peng Zhaoqin is de eerste Nederlandse vrouwelijke schaakgrootmeester.

In 2008 verbrak Hou Yifan Humpy Koneru's record van jongste vrouwelijke grootmeester, op de leeftijd van 14 jaar, 6 maanden en 2 dagen. Tot op heden is ze de jongste vrouwelijke grootmeester aller tijden. In 2014 bereikte Hou voor het eerst de top 100 van de schaakwereldranglijst. Haar hoogste notering en rating bereikte ze in 2015: plek 55 met een rating van 2686. Sinds de Polgár-zussen Susan en Judit, voegden Tatjana en Nadezjda Kosintseva, evenals Anna en Maria Moezytsjoek zich bij de lijst van zussenduo's die een grootmeestertitel hebben behaald.
Dankzij het toenemende aantal vrouwelijke schaakgrootmeesters en de stijging in vrouwentoernooien zoals de FIDE Grand Prix voor vrouwen, het Europees kampioenschap schaken voor vrouwen en de Cairns Cup, kregen vrouwelijke grootmeesters meer mogelijkheden om op regelmatige basis deel te nemen aan gesloten toptoernooien met overwegend grootmeesters. Zo waren de toernooideelnemers tijdens het 2019 Kandidatentoernooi voor het WK vrouwen allemaal grootmeesters met een rating boven 2500. Eveneens waren negen van de tien spelers in de 2020 Cairns Cup grootmeesters.

## Toelichting lijst
| Koptekst       | Toelichting |
| -------------- | --- |
| Naam           | Naam van de speler |
| Federatie      | Huidige nationale federatie (juli 2025). Eerdere federatie(s) staan vermeld in de kanttekeningen                                                      |
| Geboorte       | Geboortedatum van de speler |
| FIDE           | Het jaar waarin FIDE de GM-titel heeft toegekend |
| Titeldatum     | De maand en het jaar waarin de laatste eis voor de GM-titel is behaald. Directe toekenningen en andere opmerkingen staan vermeld in de kanttekeningen |
| Titelleeftijd  | Leeftijd van de speler op het moment van de titeldatum                                                                                                |
| Toprating      | Hoogste gepubliceerde FIDE-rating van de speler (juli 2025)                                                                                           |
| Wereldkampioen | Eerste en laatste jaar of jaren waarin de speler de Wereldkampioen schaken voor vrouwen was                                                           |
| Aanvraag       | Aanvraagdocument voor de GM-titel, gelinkt aan diens initialen. Het document bevat meer informatie over de behaalde GM-normen                         |
| Ref            | Referenties |

## Lijst
| ° | Actieve schaakspeler (juli 2025) |

| Naam                     | Federatie        | Geboren           | FIDE | Titeldatum     | Titel-leeftijd | Top rating | Wereld-kampioen                 | Aan-vraag | Ref                                       |
| ------------------------ | ---------------- | ----------------- | ---- | -------------- | -------------- | ---------- | ------------------------------- | --------- | ----------------------------------------- |
| Nona Gaprindasjvili°     | Georgië          | 3 mei 1941        | 1978 | November 1978  | 37             | 2495       | 1962–1978                       |           | [ 48 ] [ 49 ] [ 50 ]                      |
| Maia Tsjiboerdanidze     | Georgië          | 17 januari 1961   | 1984 | 1984           | 23             | 2560       | 1978–1991                       |           | [ 27 ] [ 49 ] [ 51 ] [ 52 ]               |
| Susan Polgár             | Hongarije        | 19 april 1969     | 1991 | Januari 1991   | 21             | 2577       | 1996–1999                       |           | [ 53 ] [ 8 ]                              |
| Judit Polgár             | Hongarije        | 23 juli 1976      | 1992 | December 1991  | 15             | 2735       | n.v.t.                          |           | [ 33 ] [ 8 ]                              |
| Pia Cramling°            | Zweden           | 23 april 1963     | 1992 | Februari 1992  | 28             | 2550       | n.v.t.                          |           | [ 54 ] [ 55 ]                             |
| Xie Jun                  | China            | 30 oktober 1970   | 1994 | December 1993  | 23             | 2574       | 1991–1996, 1999–2001            |           | [ 36 ] [ 37 ] [ 6 ]                       |
| Zhu Chen                 | Qatar            | 13 maart 1976     | 2001 | November 2000  | 24             | 2548       | 2001–2004                       |           | [ 56 ] [ 57 ] [ 58 ] [ 59 ]               |
| Humpy Koneru°            | India            | 31 maart 1987     | 2002 | Mei 2002       | 15             | 2623       | n.v.t.                          |           | [ 60 ] [ 61 ] [ 39 ]                      |
| Antoaneta Stefanova°     | Bulgarije        | 19 april 1979     | 2002 | Juli 2002      | 23             | 2560       | 2004–2006                       |           | [ 60 ] [ 62 ] [ 38 ] [ 6 ]                |
| Aleksandra Kostenjoek°   | Zwitserland      | 23 april 1984     | 2004 | April 2004     | 19             | 2561       | 2008–2010                       |           | [ 60 ] [ 63 ] [ 40 ] [ 64 ]               |
| Zhaoqin Peng°            | Nederland        | 8 mei 1968        | 2004 | April 2004     | 35             | 2472       | n.v.t.                          |           | [ 65 ] [ 66 ] [ 40 ]                      |
| Xu Yuhua                 | China            | 29 oktober 1976   | 2007 | Maart 2006     | 29             | 2517       | 2006–2008                       |           | [ 60 ] [ 67 ] [ 68 ] [ 69 ]               |
| Hoàng Thanh Trang°       | Hongarije        | 25 april 1980     | 2007 | Juni 2006      | 26             | 2511       | n.v.t.                          | HTT       | [ 60 ] [ 70 ]                             |
| Kateryna Lahno°          | Rusland          | 27 december 1989  | 2007 | Augustus 2006  | 16             | 2563       | n.v.t.                          | KL        | [ 71 ] [ 72 ]                             |
| Zhao Xue                 | China            | 6 april 1985      | 2008 | Oktober 2007   | 22             | 2579       | n.v.t.                          | ZX        | [ 60 ] [ 73 ]                             |
| Marie Sebag°             | Frankrijk        | 15 oktober 1986   | 2008 | Mei 2008       | 21             | 2537       | n.v.t.                          | MS        | [ 60 ] [ 74 ]                             |
| Monika Soćko°            | Polen            | 24 maart 1978     | 2008 | Mei 2008       | 30             | 2505       | n.v.t.                          | MS        | [ 60 ] [ 75 ]                             |
| Nana Dzagnidze°          | Georgië          | 1 januari 1987    | 2008 | Oktober 2008   | 21             | 2573       | n.v.t.                          | ND        | [ 60 ] [ 76 ]                             |
| Hou Yifan°               | China            | 27 februari 1994  | 2009 | September 2008 | 14             | 2686       | 2010–2012, 2013–2015, 2016–2017 | HY        | [ 60 ] [ 43 ] [ 13 ] [ 77 ]               |
| Ketevan Arakhamia-Grant° | Schotland        | 19 juli 1968      | 2009 | December 2008  | 40             | 2506       | n.v.t.                          | KAG       | [ 60 ] [ 78 ] [ 79 ]                      |
| Tatjana Kosintseva       | Rusland          | 11 april 1986     | 2009 | Februari 2009  | 22             | 2581       | n.v.t.                          | TK        | [ 60 ] [ 80 ]                             |
| Natalja Zjoekova°        | Oekraïne         | 5 juni 1979       | 2010 | Maart 2010     | 30             | 2499       | n.v.t.                          | NZ        | [ 60 ] [ 81 ] [ 82 ]                      |
| Viktorija Čmilytė        | Litouwen         | 6 augustus 1983   | 2010 | Maart 2010     | 26             | 2542       | n.v.t.                          | VC        | [ 60 ] [ 83 ]                             |
| Elina Danielian°         | Armenië          | 16 augustus 1978  | 2010 | Augustus 2010  | 31             | 2521       | n.v.t.                          | ED        | [ 60 ] [ 84 ]                             |
| Nadezjda Kosintseva      | Rusland          | 14 januari 1985   | 2011 | Februari 2011  | 26             | 2576       | n.v.t.                          | NK        | [ 60 ] [ 85 ] [ 86 ]                      |
| Dronavalli Harika°       | India            | 12 januari 1991   | 2011 | Juli 2011      | 20             | 2543       | n.v.t.                          | DH        | [ 60 ] [ 87 ] [ 88 ]                      |
| Ju Wenjun°               | China            | 31 januari 1991   | 2014 | Oktober 2011   | 20             | 2604       | 2018–heden                      | JW        | [ 60 ] [ 89 ] [ 90 ] [ 91 ] [ 77 ] [ 92 ] |
| Anna Moezytsjoek°        | Oekraïne         | 28 februari 1990  | 2012 | November 2011  | 21             | 2606       | n.v.t.                          | AM        | [ 93 ] [ 94 ]                             |
| Anna Oesjenina°          | Oekraïne         | 30 augustus 1985  | 2012 | December 2012  | 27             | 2502       | 2012–2013                       |           | [ 60 ] [ 95 ] [ 96 ] [ 97 ]               |
| Valentina Goenina°       | FIDE             | 4 februari 1989   | 2013 | Januari 2013   | 23             | 2548       | n.v.t.                          | VG        | [ 60 ] [ 98 ]                             |
| Bela Chotenasjvili°      | Georgië          | 1 juni 1988       | 2013 | Mei 2013       | 24             | 2531       | n.v.t.                          | BK        | [ 60 ] [ 99 ]                             |
| Irina Krush°             | Verenigde Staten | 24 december 1983  | 2013 | Oktober 2013   | 29             | 2502       | n.v.t.                          | IK        | [ 60 ] [ 100 ]                            |
| Maria Moezytsjoek°       | Oekraïne         | 21 september 1992 | 2015 | April 2015     | 22             | 2563       | 2015–2016                       |           | [ 101 ] [ 102 ] [ 103 ] [ 104 ]           |
| Léi Tǐngjié°             | China            | 3 maart 1997      | 2017 | December 2016  | 19             | 2557       | n.v.t.                          | LT        | [ 105 ] [ 106 ]                           |
| Tan Zhongyi°             | China            | 29 mei 1991       | 2017 | Maart 2017     | 25             | 2561       | 2017–2018                       |           | [ 60 ] [ 107 ] [ 108 ]                    |
| Nino Batsiasjvili°       | Georgië          | 1 januari 1987    | 2018 | Januari 2018   | 31             | 2528       | n.v.t.                          | NB        | [ 60 ] [ 109 ] [ 110 ]                    |
| Aleksandra Goryachkina°  | FIDE             | 28 september 1998 | 2018 | Februari 2018  | 19             | 2611       | n.v.t.                          | AG        | [ 60 ] [ 111 ]                            |
| Olga Girya°              | Rusland          | 4 juni 1991       | 2021 | Maart 2021     | 29             | 2505       | n.v.t.                          | OG        | [ 60 ] [ 112 ]                            |
| Zhansaya Abdumalik       | Kazachstan       | 12 januari 2000   | 2021 | Mei 2021       | 21             | 2507       | n.v.t.                          | ZA        | [ 60 ] [ 113 ]                            |
| Elisabeth Pähtz°         | Duitsland        | 8 januari 1985    | 2022 | November 2021  | 36             | 2513       | n.v.t.                          | EP        | [ 60 ] [ 114 ]                            |
| Zhu Jiner°               | China            | 16 november 2002  | 2023 | April 2023     | 20             | 2547       | n.v.t.                          | ZJ        | [ 115 ]                                   |
| Rameshbabu Vaishali°     | India            | 21 juni 2001      | 2024 | December 2023  | 22             | 2506       | n.v.t.                          | VR        | [ 116 ]                                   |
| Bibisara Assaubayeva°    | Kazachstan       | 26 februari 2004  | 2025 | Juni 2025      | 21             | 2509       | n.v.t.                          | BA        | [ 117 ]                                   |
| Divya Deshmukh°          | India            | 9 december 2005   | 2025 | Juli 2025      | 19             | 2501       | n.v.t.                          |           | [ 4 ] [ 118 ]                             |

Wisselingen van schaakfederaties:
1. ↑  Gaprindasjvili: Soviet-Unie → Georgië (1992); behaalde de GM-titel toen zij voor de Sovjet-Unie uitkwam.
2. ↑  Tsjiboerdanidze: Sovjet-Unie → Georgië (1992); behaalde de GM-titel toen zij voor de Sovjet-Unie uitkwam.
3. ↑  S. Polgár: Hongarije→ Verenigde Staten (2002); Verenigde Staten → Hongarije (2019); behaalde de GM-titel toen zij voor Hongarije uitkwam.
4. ↑  Chen: China → Qatar (2006); behaalde de GM-titel toen zij voor China uitkwam.
5. ↑  Kostenjoek: Rusland → Zwitserland (2023); behaalde de GM-titel toen zij voor Rusland uitkwam.
6. ↑  Peng: China → Nederland (1996); behaalde de GM-titel toen zij voor Nederland uitkwam.
7. ↑  Thanh Trang: Vietnam → Hongarije (2006); behaalde de GM-titel toen zij voor Hongarije uitkwam.
8. ↑  Lahno: Oekraïne → Rusland (2014); behaalde de GM-titel toen zij voor Oekraïne uitkwam.
9. ↑  Arakhamia-Grant: Sovjet-Unie → Georgië (1992); Georgië → Schotland (2008); behaalde de GM-titel toen zij voor Schotland uitkwam.
10. ↑  Danielian: Sovjet-Unie → Armenië (1992); behaalde de GM-titel toen zij voor Armenië uitkwam.
11. ↑  A. Moezytsjoek: Oekraïne → Slovenië (2004); Slovenië → Oekraïne (2014); behaalde de GM-titel toen zij voor Slovenië uitkwam.
12. ↑  Goenina: Rusland → FIDE (2023); behaalde de GM-titel toen zij voor Rusland uitkwam.
13. ↑  Goryachkina: Rusland → FIDE (2023); behaalde de GM-titel toen zij voor Rusland uitkwam.

Toelichting titeltoekenning:
1. ↑  Gaprindasjvili: directe titeltoekenning.
2. ↑  Tsjiboerdanidze: directe titeltoekenning.
3. ↑  Jun: directe titeltoekenning na het winnen van het Wereldkampioenschap schaken vrouwen.
4. ↑  Yuhua: directe titeltoekenning na het winnen van het Wereldkampioenschap schaken vrouwen.
5. ↑  Xue behaalde in juli 2007 haar laatst vereiste GM-norm. In oktober 2007 behaalde zij de vereiste minimumrating van 2500, waarmee zij voldeed aan alle voorwaarden voor de toekenning van de GM-titel.
6. ↑  Dzagnidze behaalde in augustus 2008 haar derde GM-norm. Op 1 oktober 2008 behaalde zij de vereiste minimumrating van 2500, waarmee zij voldeed aan alle voorwaarden voor de toekenning van de GM-titel.
7. ↑  Arakhamia-Grant behaalde in november 2008 haar derde GM-norm. Op 7 december 2008 behaalde zij de vereiste minimumrating van 2500, waarmee zij voldeed aan alle voorwaarden voor de toekenning van de GM-titel.
8. ↑  Wenjun voldeed in oktober 2011 aan alle voorwaarden voor de toekenning van de grootmeestertitel. Echter, door een administratieve fout werd de titel pas in november 2014 toegekend.
9. ↑  Oesjenina: directe titeltoekenning na het winnen van het Wereldkampioenschap schaken vrouwen.
10. ↑  Krush behaalde in september 2013 haar derde GM-norm. In oktober 2013 behaalde zij de vereiste minimumrating van 2500, waarmee zij voldeed aan alle voorwaarden voor de toekenning van de GM-titel
11. ↑  M. Moezytsjoek: directe titeltoekenning na het winnen van het Wereldkampioenschap schaken vrouwen.
12. ↑  Zhongyi: directe titeltoekenning na het winnen van het Wereldkampioenschap schaken vrouwen.
13. ↑  Rameshbabu behaalde in oktober 2023 haar vierde GM-norm. Op 2 december 2023 behaalde zij de vereiste minimumrating van 2500, waarmee zij voldeed aan alle voorwaarden voor de toekenning van de GM-titel.
14. ↑  Assaubayeva behaalde in mei 2025 haar derde GM-norm. In juni 2025 behaalde zij de vereiste minimumrating van 2500, waarmee zij voldeed aan alle voorwaarden voor de toekenning van de GM-titel.
15. ↑  Deshmukh: directe titeltoekenning.